# NGC 7809
NGC 7809 ist eine Spiralgalaxie vom Hubble-Typ S pec im Sternbild Fische auf der Ekliptik. Sie ist schätzungsweise 863 Millionen Lichtjahre von der Milchstraße entfernt und hat einen Durchmesser von etwa 125.000 Lj.

Im selben Himmelsareal befindet sich u. a. die Galaxie NGC 7811.
Das Objekt wurde am 9. September 1864 von Albert Marth entdeckt.